# Suraya Pakzad
Suraya Pakzad (en persa: سوریا پاکزاد‎) (Afganistán, siglo XX) es una activista afgana por los derechos de las mujeres.

## Trayectoria
En 1998 fundó la organización "Voice of Women" (Voz de la Mujer), que comenzó enseñando a niñas a leer y posteriormente  también comenzó a brindar refugio, asesoramiento y capacitación laboral a mujeres.
Su organización trabajó en secreto hasta 2001 debido a los que los Talibanes no permitían este tipo de trabajo. De hecho, dos veces las niñas a las que se les enseñó a leer tuvieron que quemar sus libros por miedo a ser atrapadas por ellos. Voice of Women fue se constituyó como ONG en 2001, y en 2002 se registró oficialmente ante el gobierno de Afganistán. Pakzad entre otras de sus actividades ayudó a desarrollar la constitución afgana.

## Reconocimientos
Pakzad recibió el Premio Internacional a las Mujeres de Coraje y la "Medalla Malali" del Presidente de Afganistánen ambos en 2008 y fue nombrada en la lista Time 100, una lista anual de las 100 personas más influyentes del mundo compuesta por la revista Time en 2009.
En 2010 recibió un doctorado honorario de la Universidad de Pensilvania y un título honorario de Asociado en Artes de Burlington Country College, así como el premio "Clinton Global Citizen Award".
En 2011 la revista Newsweek la nombró como una de las 150 "Mujeres que sacuden el mundo". En 2012 recibió el Premio Líder Femenina del Año de la Fundación de Liderazgo Femenino Astraia en Alemania.